# Cucullia hannemanni
Cucullia hannemanni är en fjärilsart som beskrevs av Zoltan Varga 1976. Cucullia hannemanni ingår i släktet Cucullia och familjen nattflyn. Inga underarter finns listade i Catalogue of Life.